# Copelatus vivax
Copelatus vivax är en skalbaggsart som beskrevs av Guignot 1953. Copelatus vivax ingår i släktet Copelatus och familjen dykare. Inga underarter finns listade i Catalogue of Life.